# متنزه تشاكو الوطني
حديقةُ تشاكو الوطنيّةُ (الإسبانية: Parque Nacional Chaco) هي حديقة وطنية في الأرجنتين، تقع في مُحافَظَةُ تشاكو. تبلغ مساحتها 150 كم 2. تم إنشاؤُها في عام 1954 بهدفِ حمايةِ نَموذجٍ من منطقةِ تشاكو الشرقيّة، والتي تتكون بشكل أساسي من الأراضي المنخفضة الدافئة، ويَتراوحُ مُعدَّلُ هُطولِ الأمطارِ فيها خلالَ الصيفِ بين 750 و1300 ملم سنويًّا.
تُعتَبَرُ هذه الحديقةُ مَحمِيَّةً لأشجار الكيبراشو. فقد كانت غاباتُ كِيبْرَاتْشُو كولورادو تشاكيينو تَنتَشِرُ في شَمالِ مُحافَظَةِ سانتا في والنصف الغربي من تشاكو، وكانت قد تَوغَّلَت أيضًا إلى الجُزءِ الشَّماليِّ الشرقيِّ من مُحافَظَةِ كورينتس. إن خشبها القوي ونسبة التانين الوفيرة فيها أدت إلى الإفراط في استغلالها لمدة قرن من الزمان.
تَحتَضِنُ المنطقةُ عِدَّةَ أنواعٍ من البِيئاتِ الطَّبيعيّةِ، منها: الأراضي الشَّوكيّةُ، والسافانا، والمستنقعات، والبحيرات الصغيرة. وتُعتَبَرُ الأراضيُ الشَّوكيّةُ موطِنًا لأشجارِ الكِيبْراتْشُو الحَمراءِ، والكِيبْراتْشُو البَيضاءِ، وأشجارِ الأَلغَرُوبُو واللاباتشو، وجميعها أنواع ذات قيمة تجارية. تشمل الحيوانات الحيوانات المفترسة الكبيرة مثل الكوجر. وفي البُحَيْراتِ يُمكنُ العُثورُ على تَماسيحَ الكيمن وقُطْطِ الماءِ الكَبيرَةِ الكابيبارا . وفي أماكن أخرى هناك حيوانات المدرع، والتابير من أمريكا الجنوبية، وأفاعي السهول، فضلاً عن الطيور (أكثر من 340 نوعًا). وتشمل الحيوانات أيضًا قرد العواء الأسود.
تُوجَدُ في المنطقةِ المحميّةِ جَماعَاتٌ مِن السُّكّانِ الأَصْلِيِّينَ من شُعُوبِ الموكوفي والتوبا.

## معرض الصور

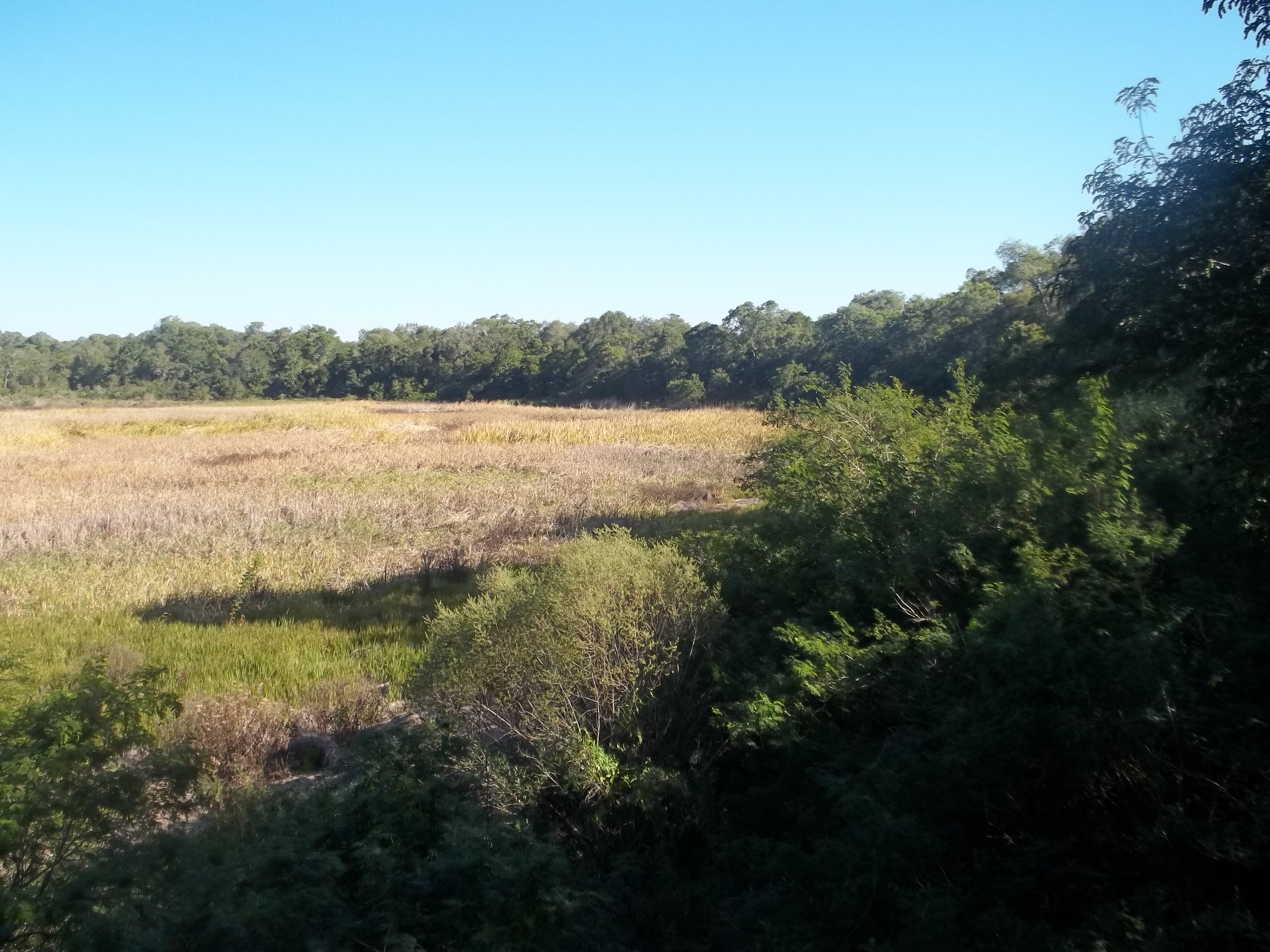
بحيرة كاربينشو والغابة المحيطة بها
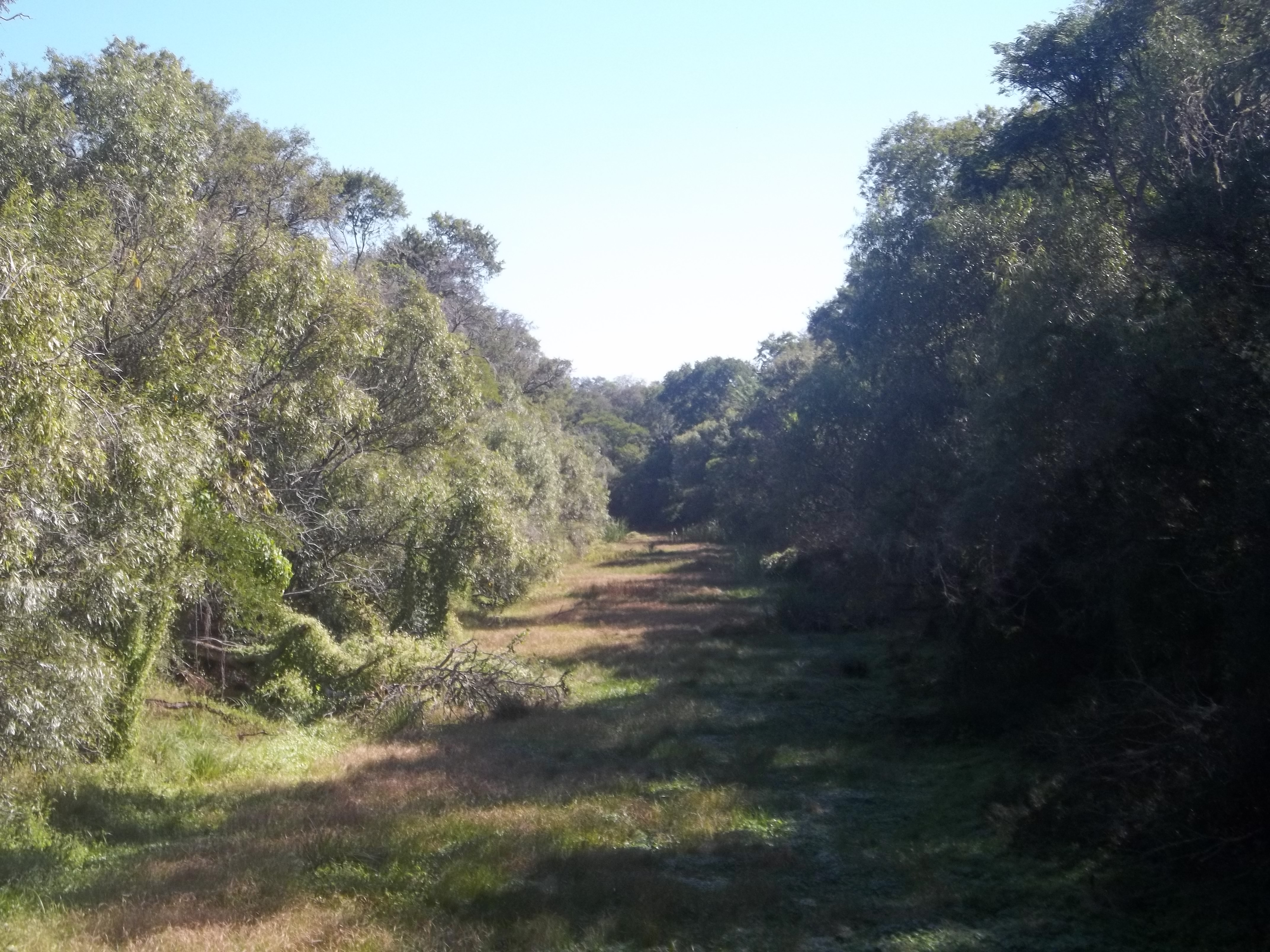
منظر للنهر الأسود
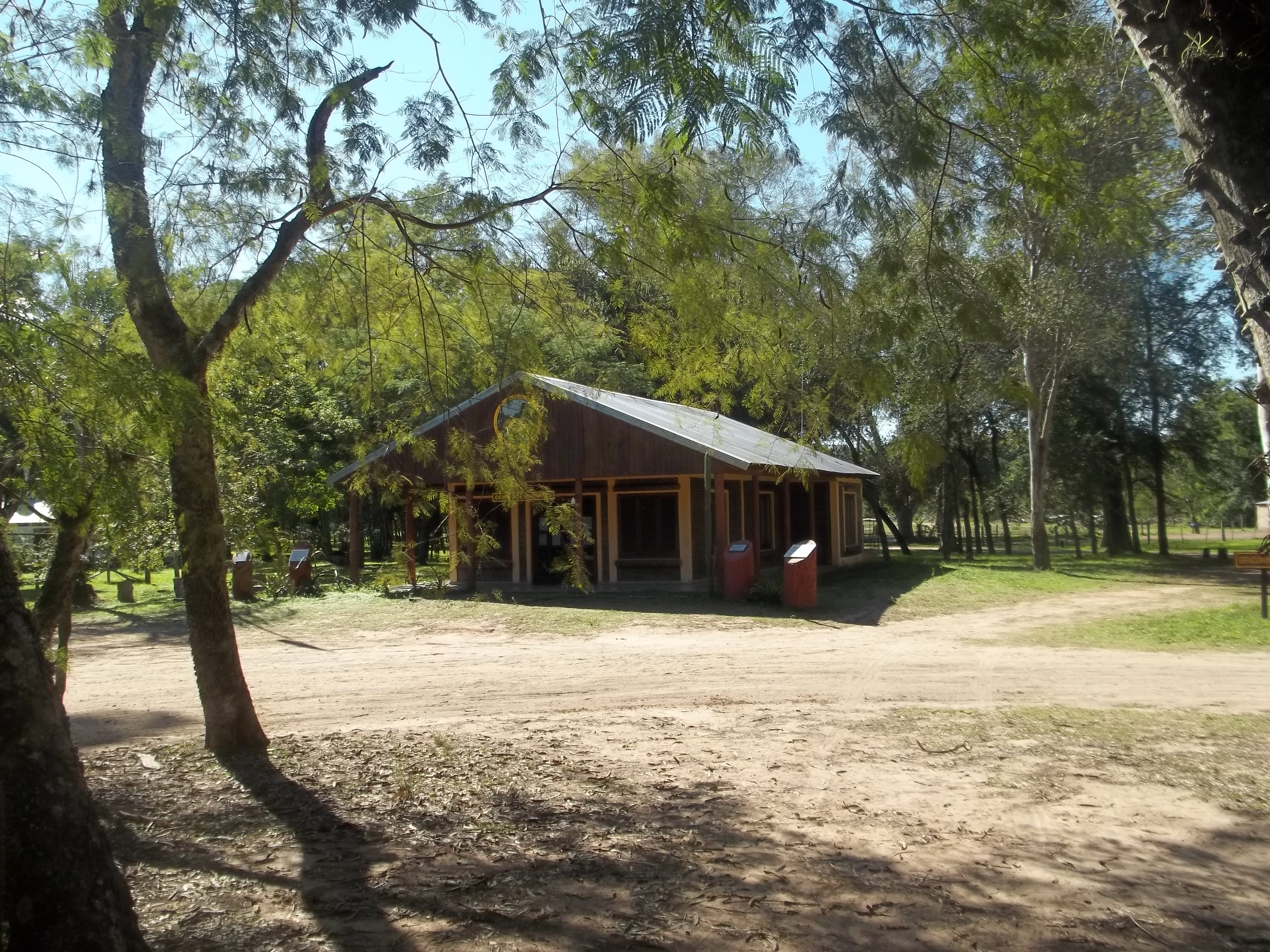
مركز زوار الحديقة الوطنية في منطقة التخييم.